# Манастир Варосова
Манастир Варосова је некадашњи манастир на Фрушкој гори, забележен у турском попису из 1546. године, када је плаћао таксу од 50 акчи.
Претпоставља се да је био на карловачком подручју где постоји село Воросова, где постоји и манастириште. У два наредна пописа помиње се уз истоимено село, с тим што се у другом бележе виногради које су обрађивали сељаци из суседних села.